# Vittorio Benedetti
Vittorio Benedetti (Macerata, 2 ottobre 1967) è un attore italiano.

## Biografia
Recatosi a Roma agli inizi degli anni '90 per studiare recitazione, si presentò ad un provino per Mario Monicelli, che dopo un colloquio, lo scelse come co-protagonista nel film Cari fottutissimi amici, dove viene accreditato come Vittorio Rap.

## Filmografia
- Cari fottutissimi amici, regia di Mario Monicelli (1994)
- Panni sporchi, regia di Mario Monicelli (1999)